# Margret Thomann-Hegner
Margret Thomann-Hegner (* 30. Dezember 1911 in Emmendingen; † 16. Juli 2005 ebenda) war eine deutsche Malerin und Graphikerin.

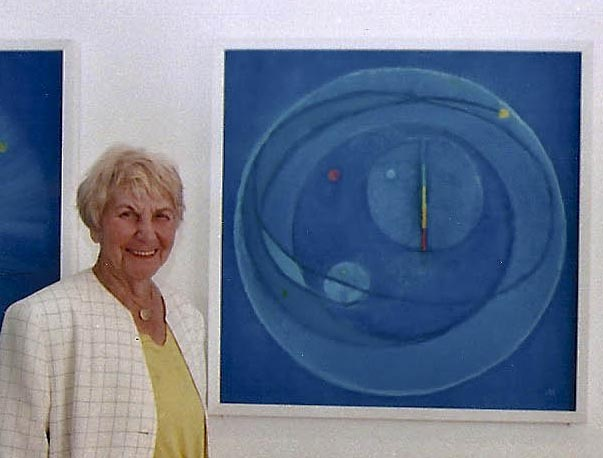

## Leben und Werk
Margret Thomann-Hegner war seit 1939 verheiratet mit dem Künstler Ernst Thomann und ist Mutter des 1940 geborenen Fotokünstlers und Fotojournalisten Peter Thomann.
Aufgewachsen in Emmendingen in Südbaden, absolvierte Thomann-Hegner ein Studium an der Kunstgewerbeschule Stuttgart bei Otto Pankok.
An den Münchner Lehrwerkstätten studierte sie bei Eduard Ege.
Sie arbeitete in verschiedenen Techniken: Öl, Pastell, Aquarell und Mischtechniken. Darüber hinaus entwarf sie Wand- und Fensterglasgestaltungen für öffentliche Gebäude und Kirchen.
Ein besonders schönes Beispiel sind zwei 1967 ausgeführte Seitenfenster in der evangelischen Oranier-Gedächtniskirche in Wiesbaden-Biebrich mit je circa 36 m² Fläche. Das eine zeigt Jesus Christus vor Pilatus und das andere das Pfingstereignis (Herabkunft des Heiligen Geistes).
Ebenfalls sind von ihr gestaltet:
- 7 Fenster der evangelischen Kirche St. Georg in Buggingen, Markgräfler Land,
- Fenster der evangelischen Kirche von Todtnau im Schwarzwald,
- Fenster der evangelischen Kirche von Forbach (Baden) im Nordschwarzwald mit dem Motiv „Der gute Hirte“
- das große Fenster in der Aussegnungs-Kapelle in Emmendingen-Windenreute.

Am 16. Juli 2005 verstarb Margret Thomann-Hegner im Alter von 93 Jahren.

## Museum
Im Jahr 2012 wurde im ehemaligen Wohnhaus der Familie Thomann ein Museum eingerichtet. Dieses Museum umfasst das ehemalige Atelier und einen angrenzenden Skulpturengarten und stellt Werke des Künstlerpaars Margret Thomann-Hegner und Ernst Thomann aus.

## Auszeichnungen
- 1971: Silbermedaille der Stadt Paris für das Bild „Der König“.
- 1971: Diplom für das Bild „Im Park“, anlässlich einer Ausstellung im Palazzo delle Espositioni, Rom.
- 1987: Kulturpreis der Stadt Emmendingen, zusammen mit ihrem Mann und ihrem Sohn.